# موسی بن شمشیر
موسی بن شمشیر (بنگالی: মুসা বিন শমসের) (زاده ۱۹۴۵) کارآفرین، سرمایه‌دار، بازرگان و مدیر ارشد اجرایی بنگلادشی است، که در حال حاضر به‌عنوان مدیر عامل اجرایی و رئیس هیئت مدیره گروه داتکو فعالیت می‌کند. وی هم‌اکنون (۲۰۱۵) با دارایی خالص بیش از ۱۲ میلیارد دلار، ثروتمندترین فرد بنگلادش می‌باشد.